# 馬瓦里
馬瓦里（阿拉伯语：‎），又译为买瓦里，是古代阿拉伯語字眼，即被釋放的奴隷，为复数形式，其单数形式“毛拉”（阿拉伯语：‎）为多义词。
在倭馬亞王朝指非阿拉伯裔穆斯林，如叙利亞人、伊朗人、土耳其人、非洲黑人、庫爾德人，他們雖然改信伊斯蘭教後地位比拜偶像者和齊米高，但仍不及阿拉伯穆斯林，因此引起很大不满。直到阿拔斯王朝成立，吸收他們為政府官員後，才承認他們和阿拉伯人平等。
近年来，因為泛清真化現象在中國西北回民之間氾濫，“马瓦里”一词在中国社交網站上重新流行起來。